# 1530-talet

## Händelser
- 1530 - Gustav Vasa börjar beslagta kyrkklockor, vilket leder till uppror i Dalarna (1531), som slås ner (1533).
- 1534 - Martin Luther tyska översättning av hela Bibeln utges (Luther-Bibeln).
- 1535 - Ett halofenomen uppträder i Stockholm, som avbildas på Vädersolstavlan.
- 1539 - Carta Marina, utarbetad av den landsflyktige Olaus Magnus, trycks i Venedig.

## Födda
- 13 december 1533 – Erik XIV, kung av Sverige.
- 1 juli 1534 – Fredrik II av Danmark, kung av Danmark och kung av Norge.
- 1 februari 1535 – Gregorius XIV, påve.
- 2 juni 1535 – Leo XI, påve.
- 24 februari 1536 – Clemens VIII, påve.
- 20 december 1537 – Johan III, kung av Sverige.

## Avlidna
- 10 april 1533 – Fredrik I av Danmark, kung av Danmark och kung av Norge.
- 25 september 1534 – Clemens VII, påve.
- 30 juli 1538 – Hans Brask, biskop i Linköpings stift, brasklappens "fader".